# Odile Defraye
Odile Defraye (14. července 1888 Roeselare – 21. srpna 1965 Wavre) byl belgický silniční závodní cyklista, který vyhrál tři etapy a celkový titul na Tour de France v roce 1912, což byla poslední Tour rozhodovaná bodovým systémem místo celkově nejlepšího času.
Byl prvním Belgičanem, který vyhrál Tour a byl pozván, aby se kvůli reklamním účelům připojil k francouzskému týmu Alcyon.
Na Tour de France v roce 1913 si Defraye udržel celkový náskok po etapách 2 až 5, ale o vedení ho v šesté etapě na Tourmalet připravil celkový vítěz Philippe Thys. Účastnil se šesti Tour de France v letech 1909 až 1924, ale jeho vítězství v roce 1912 bylo jediné. Mezi další významná vítězství patří jednodenní klasika Milán – San Remo z roku 1913 a čtyři etapy a celková část Tour of Belgium v roce 1912.